# Primus inter pares
Primus inter pares — древнеримский фразеологизм, буквально означающий «первый среди равных».
Обозначает самого старшего человека в группе людей, имеющих одинаковую (аналогичную) должность или такой же статус.
Считается, что так в Древнем Риме стали называть Юлия Цезаря после начала его диктатуры. Он был первым среди равных, таких же достойных граждан Рима, любой из которых номинально мог бы возглавить Республику. По другой версии, Октавиан Август первым носил титул принцепса, означавший «первый среди равных» и позволявший первым высказывать своё мнение на заседаниях сената.
В современных государствах термин применяется к президенту Швейцарии, который формально не является главой государства (таковым является коллективно правительство) и не имеет полномочий отдавать руководящие распоряжения остальным членам правительства, являясь «первым среди равных».
Одной из причин Великого раскола на самостоятельные Восточную и Западную церкви было нежелание средневековых римских пап считать себя всего лишь первыми среди равных в пентархии.
В Православии выражение применяется по отношению к патриарху, являющемуся первым среди равных епископов, а также по отношению к Константинопольскому патриарху, как первому среди равных глав поместных церквей.

## В литературе
- Фраза из дистопичной повести Джорджа Оруэлла «Скотный двор» (1945) «Все животные равны, но некоторые равнее других» — вариация древнеримского фразеологизма[4].